# Lee Ki-joo
Lee Ki-joo (* 12. November 1926; † 9. Dezember 1996) war ein südkoreanischer Fußballspieler.

## Karriere
Nach der Joongdong High School spielte er in der Mannschaft der Korea University sowie der Pusan National University.
Er war Teil des Kaders der südkoreanischen Nationalmannschaft bei der Weltmeisterschaft 1954 und hatte hier sein einziges Spiel bei der 0:7-Niederlage in der Gruppenphase gegen die Türkei.
Später war er noch Trainer des Keumsung Textile Company FC.